# Sipuncula
I sipunculi, detti anche sipunculidi, (Sipuncula Rafinesque, 1814) sono un ordine o una classe di anellidi marini. Furono a lungo considerato un phylum a sé stante, ma in seguito a studi genetici sono stati inclusi tra gli anellidi. Incudono circa 200 specie distribuite in tutti gli oceani, dalle acque polari a quelle tropicali.

## Etimologia
Il nome dell'ordine Sipuncula deriva dal nome del primo genere di sipunculi descritti: Sipunculus Linneo, 1766, e questo a sua volta dalla parola latina di origine greca sipuncŭlus, diminutivo di siphō, cioè "sifone".

## Descrizione

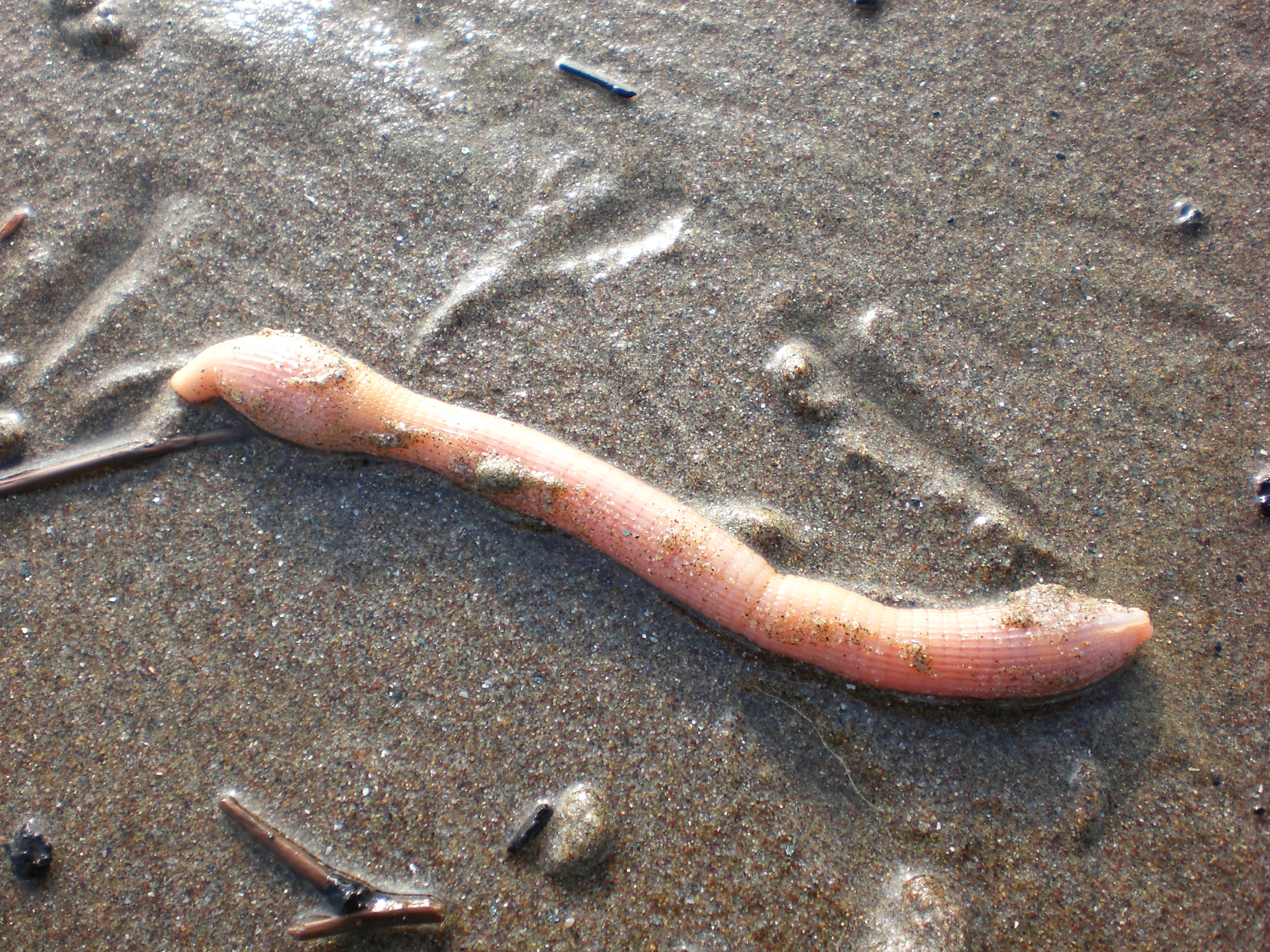
Sipunculus nudus spiaggiato dopo una mareggiata

I Sipunculi sono animali vermiformi, con una lunghezza variabile da un paio di millimetri a 75 cm.
Il corpo è costituito da un tronco insegmentato (cioè ametamerico, in contrasto con quello metamerico degli altri anellidi) sacciforme, rivestito da una cuticola (uno strato acellulare) spesso solcata longitudinalmente, e da una parte anteriore più sottile, nota come proboscide, che generalmente presenta tentacoli sulla porzione anteriore. Presentano un celoma primario spazioso che funge da scheletro idrostatico, un celoma secondario si estende nei tentacoli ed è connesso a una coppia di vasi contrattili, che si estendono lungo l'esofago.

### Epidermide
Molte specie sono trasparenti o non possiedono pigmentazione, mentre altre sono grigie o marroni, a volte con macchie nere. Alcuni, specialmente nei generi Antillesoma e Themiste, possiedono colorazioni verdi o viola sui tentacoli. A differenza di altri anellidi, non possiedono chete, anche se la proboscide spesso presenta uncini proteici, i quali possono essere osservati per distinguere le varie specie. La parete del corpo è pluristratificata, può essere liscia o presentare papille. Così come gli altri anellidi, possiedono una cuticola esterna secreta dall'epidermide sottostante e strati di muscoli circolari e longitudinali che permettono il movimento peristaltico dell'intero animale. Alcune specie, specialmente dei generi Aspidosiphon e Cloeosiphon, presentano formazioni protettive cuticolari impregnate di calcare nella zona di confine tra proboscide e tronco, come pure all'estremità posteriore.

### Proboscide

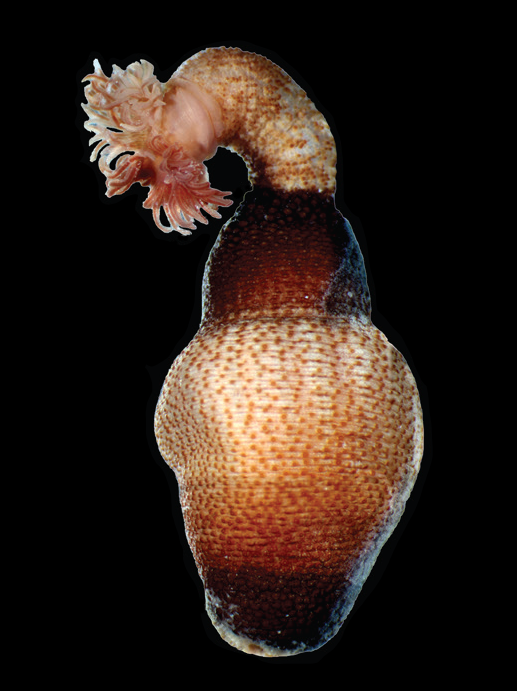
Antillesoma antillarum, in alto la proboscide con i tentacoli

La proboscide, detta anche introverto, reca una bocca terminale e può essere estesa o retratta nel tronco completamente, grazie alla regolazione della pressione del liquido celomatico e a muscoli retrattori, che connettono l'estremità della proboscide con la parete del tronco. L'attività antagonista dei fluidi corporei e della muscolatura permette anche movimenti a compasso e lo scavo.
L'introverto presenta spesso papille, uncini e/o spine.  Sull'introverto è presente un anello terminale di tentacoli, che possono essere distribuiti in un cerchio attorno alla bocca, o in una forma a ferro di cavallo, attorno all'organo nucale, una struttura tipica degli Anellidi usata per la chemiorecezione. I tentacoli sono cavi e sono dotati di un sistema idrostatico indipendente da quello del tronco (celoma tentacolare); quando l'animale non è disturbato e si alimenta, la proboscide, ricca di cellule sensoriali e brevi spine, scorre continuamente nel tronco e fuori di esso.

### Apparato digerente

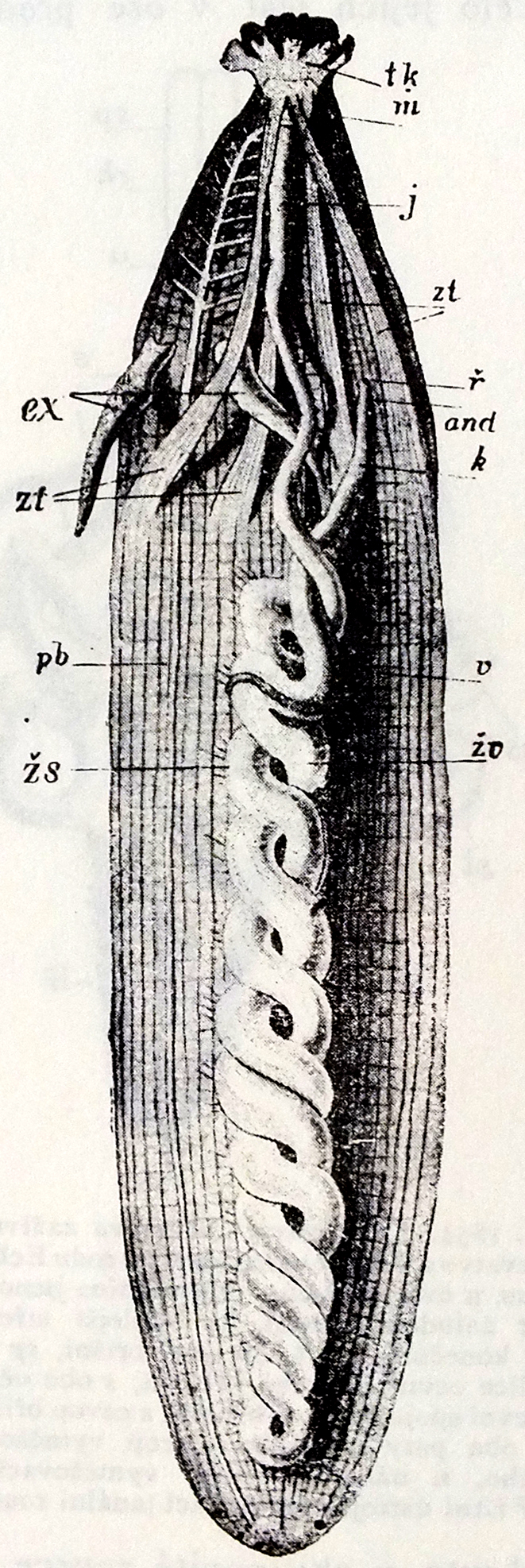
Cavità corporea di un sipunculo del genere Sipunculus, ben evidenziato l'apparato digerente attorcigliato a formare una doppia elica (immagine dall'Enciclopedia di Otto)

Ciglia rivestite di muco presenti sui tentacoli raccolgono particelle alimentari e le convogliano alla bocca; il canale alimentare è lungo, convoluto a formare una doppia elica, e a forma di U, con un ano dorsale vicino alla base della proboscide. L'introverto e i tentacoli estroflessi per l'alimentazione e la respirazione possono essere ritirati con notevole rapidità.

### Respirazione e circolazione
I Sipunculi hanno pochi organi specializzati per la respirazione e la circolazione; l'ossigeno viene probabilmente prelevato per mezzo di diffusione attraverso i tentacoli; inoltre, i vasi longitudinali cutanei servirebbero anche agli scambi respiratori. Sono presenti un vaso dorsale ed uno ventrale, entrambi cutanei, più altri condotti di minore importanza. Tutti i vasi contenuti nella cavità celomatica contengono un liquido dotato di amebociti (cellule con movimento pseudopodiale) e corpuscoli contenenti emeritrina, un pigmento respiratorio, più altri caratteristici corpuscoli ciliati pluricellulari detti urne, prodotti per gemmazione della parete delle vescicole.

### Escrezione
L'apparato escretore consiste di uno o due sacche allungate ventrali che si estendono nel celoma, i metanefridi, che si aprono all'esterno nella regione anale. Nel celoma sono presenti tipiche cellule che vengono eliminate tramite i metanefridi, dette escretofori, ripiene di prodotti di escrezione. I metanefridi provvedono all'escrezione e all'eliminazione dei prodotti di rifiuto raccolti nel liquido celomatico per opera degli escretofori e servono anche come via di liberazione dei gameti.

### Sistema nervoso e organi sensoriali
Il sistema nervoso è quello tipico dei Protostomi: il sistema nervoso centrale consta di un ganglio cerebrale dorsale connesso attraverso un anello periesofageo (cioè che circonda l'esofago) a un cordone nervoso ventrale, che però non presenta gangli. Gli organi di senso sono rappresentati da ocelli rudimentali, da papille sensoriali cutanee, da statocisti, e dall'organo nucale, che è un canale cigliato chemiorecettore posto nelle vicinanze del ganglio cerebrale.

## Distribuzione e Habitat

### Distribuzione
Gli Sipunculi hanno una distribuzione cosmopolita, si trovano infatti a qualsiasi latitudine, dalle regioni polari ai tropici, e a diverse profondità, dal piano mesolitorale fino a quello abissale e ai 7000 m di profondità del piano adale, anche se le specie di bassa profondità sono meglio conosciute per la più facile reperibilità.

### Habitat
Si trovano esclusivamente in acque salate; gli individui adulti sono bentonici, abitano cioè il fondale marino. Alcune specie vivono tra la sabbia e il fango, a volte sotterrati: le attività fossorie di queste specie sono importanti per la miscelazione dei detriti. Altre specie vivono su substrati più duri, come fondali rocciosi, vegetazione sommersa, o (soprattutto le specie del genere Phascolion) conchiglie di molluschi, tubi di policheti, o teche di foraminiferi con le quali si proteggono, mentre in alcuni casi sono stati rinvenuti anche dentro a spugne. A volte possono raggiungere concentrazioni notevoli, fino a 8000 individui/m². Da adulti non si muovono molto, molte specie sono semi-sessili, anche se nessuna si àncora al substrato.

## Biologia

### Ecologia

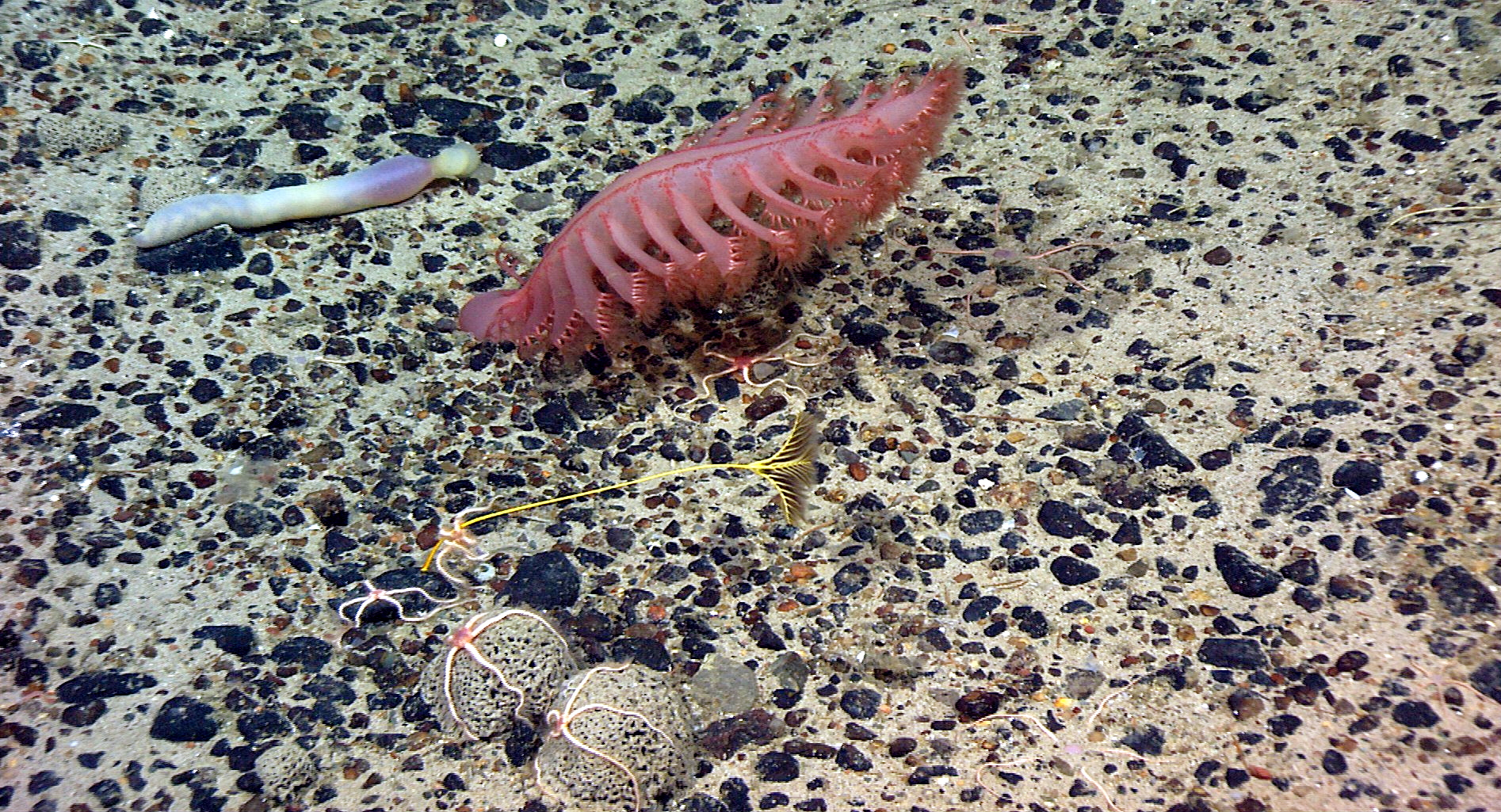
Un sipunculo (in alto a sinistra), una penna di mare, un crinoide, due Xenophyophorea con stelle serpentine sul Balanus Seamount, Oceano Atlantico

Si è visto che i Sipunculi albergano molti piccoli simbionti, che vivono come commensali sulla loro superficie corporea. Altri, come Aspidosiphon mulleri, vivono in conchiglie vuote di molluschi, sulle quali poi può fissarsi la planula di madrepore dei generi Heteropsammia e Heterocyathus: il corallo poi incorpora la conchiglia nel proprio tessuto. In questo modo il sipunculo ottiene una protezione, mentre la madrepora beneficia essendo spostata se le condizioni locali peggiorano.

### Alimentazione
Si alimentano principalmente di depositi di fondo o di sostanze organiche in sospensione o disciolte nell'acqua.

### Riproduzione e sviluppo
La maggior parte dei sipunculi è dioica. Le gonadi sono poste all'intersezione tra i muscoli retrattori della proboscide e la parete del tronco, i gameti vengono rilasciati nel celoma, dove maturano, e poi liberati attraverso i nefridi nell'acqua, dove si assiste a fecondazione esterna. Sono noti alcuni casi di partenogenesi, gemmazione e scissione.
Gli embrioni hanno segmentazione spirale, il celoma si forma per schizocelia. Da adulti i Sipunculi non presentano metameria né internamente, né esternamente, il che aveva fatto pensare che questo clado non facesse parte di Annelida; è stato ipotizzato che durante lo sviluppo il sistema nervoso e quello muscolare possano presentare metameria, ma studi al riguardo non sono arrivati a un consenso.

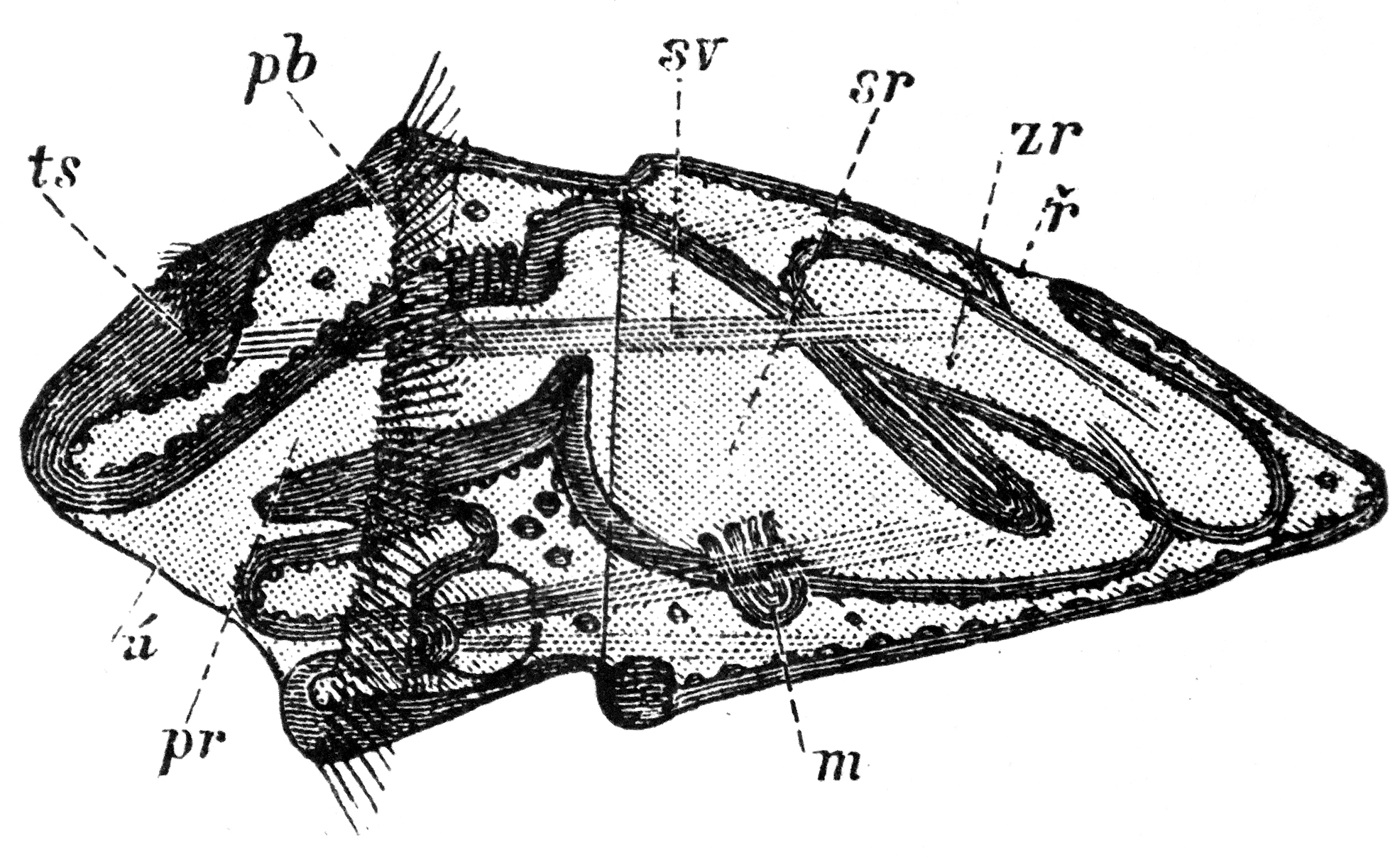
Larva del genere Sipunculus (immagine dall'Enciclopedia di Otto)

Lo sviluppo è diretto (cioè senza stadi larvali), anche se talvolta è presente una larva trocofora planctonica, e a volte anche una pelagosfera bentonica, prima che l'animale diventi adulto. La pelagosfera, a differenza della trocofora che è sempre lecitotrofica (la larva si ciba del tuorlo), può essere sia lecitotrofica, sia planctotrofica (la larva si ciba di plancton); similmente alla trocofora, è provvista di superfici cigliate adattate alla locomozione sul substrato. Gli stadi larvali lunghi potrebbero permettere, in linea teorica, una più facile dispersione e quindi areali più ampi.

## Evoluzione

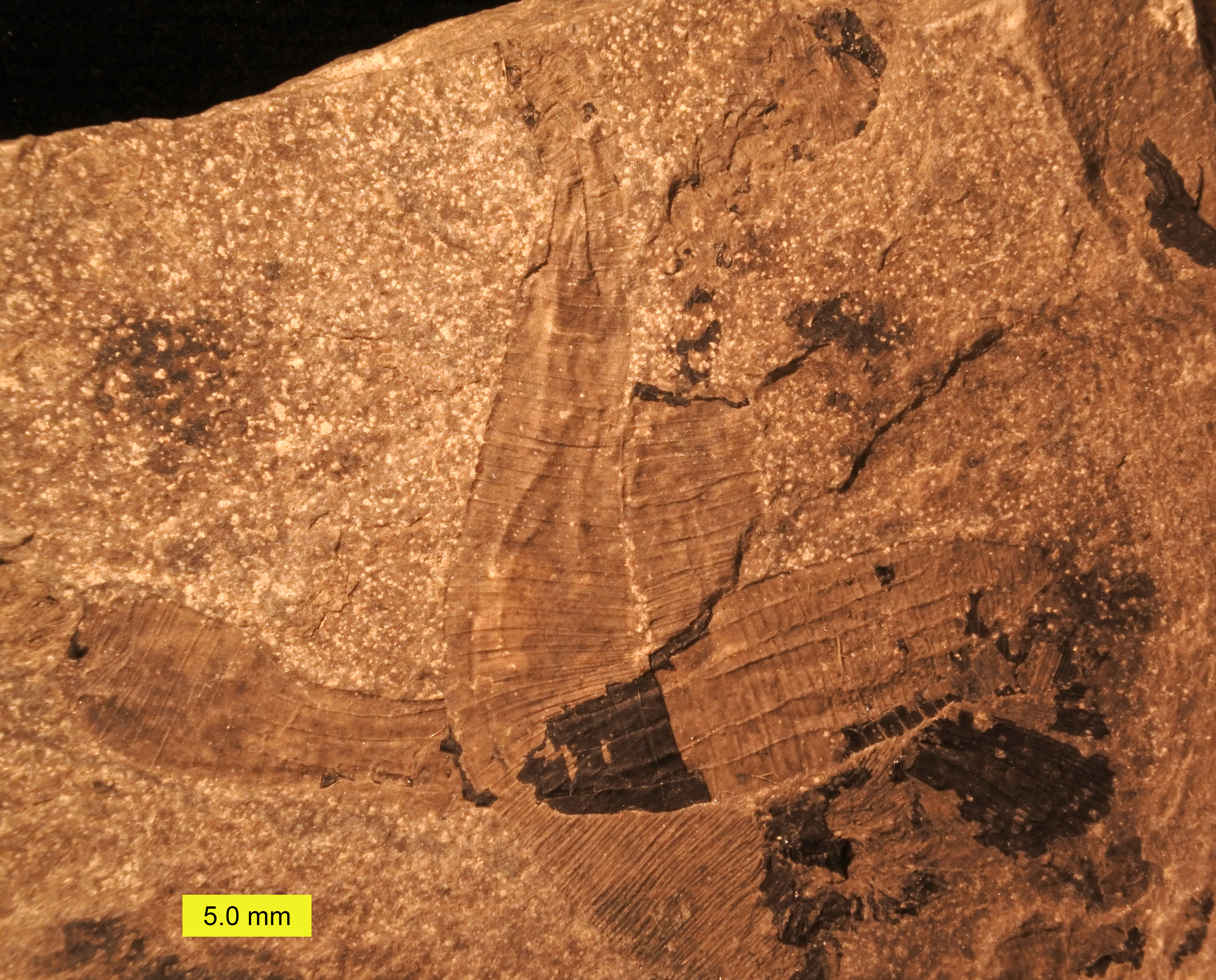
Fossile di Lecthaylus gregarius, un sipunculo del Siluriano ritrovato in Illinois

Ci sono poche evidenze fossili di sipunculi per via della mancanza di strutture anatomiche che si possano conservare facilmente, ciononostante sono stati ritrovati fossili riconducibili a sipunculi da depositi di Maotianshan del Cambriano inferiore nei pressi di Kunming in Yunnan, in sedimenti del Siluriano vicino a Blue Island in Illinois, e in sedimenti del Carbonifero presso il fiordo di Forth, vicino a Edimburgo. Il fatto che si possano riconoscere strutture anatomiche tipiche dei Sipunculi in specie del Paleozoico suggerisce che questi siano cambiati solo poco durante gli ultimi 520 Ma.
Per via di similarità anatomiche, i Sipuncula sono spesso associati agli Echiura, ma queste somiglianze non sono dovute a un'origine comune, bensì a evoluzione parallela, come adattamenti a una vita fossoria.

## Tassonomia

### Collocazione di Sipuncula tra i phyla animali
Sipuncula era ritenuto un phylum in seguito agli studi di L. H. Hyman e A. C. Stephen a cavallo tra gli anni cinquanta e sessanta del XX secolo e venne ipotizzato che questo potesse avere affinità con il phylum Mollusca; fu solo dopo il sequenziamento del DNA mitocondriale del sipunculo Phascolosoma esculenta nel 2009 che è stato reso chiaro come il clado sia emerso all'interno del phylum Annelida e che perciò ne faccia parte, altri studi molecolari hanno in seguito confermato questo risultato.
Il seguente albero filogenetico rappresenta la storia evolutiva di Annelida.
|  | Magelonidae |
|  |             |
|  | Oweniidae   |
|  |             |

|  | Amphinomidae |
|  |              |
|  | Sipuncula    |
|  |              |

|  | Sedentaria |
|  |            |
|  | Errantia   |
|  |            |

|  | Amphinomidae |
|  |              |
|  | Sipuncula    |
|  |              |

|  | Sedentaria |
|  |            |
|  | Errantia   |
|  |            |

|  | Amphinomidae |
|  |              |
|  | Sipuncula    |
|  |              |

|  | Sedentaria |
|  |            |
|  | Errantia   |
|  |            |

|  | Amphinomidae |
|  |              |
|  | Sipuncula    |
|  |              |

|  | Sedentaria |
|  |            |
|  | Errantia   |
|  |            |

|  | Magelonidae |
|  |             |
|  | Oweniidae   |
|  |             |

|  | Amphinomidae |
|  |              |
|  | Sipuncula    |
|  |              |

|  | Sedentaria |
|  |            |
|  | Errantia   |
|  |            |

|  | Amphinomidae |
|  |              |
|  | Sipuncula    |
|  |              |

|  | Sedentaria |
|  |            |
|  | Errantia   |
|  |            |

|  | Amphinomidae |
|  |              |
|  | Sipuncula    |
|  |              |

|  | Sedentaria |
|  |            |
|  | Errantia   |
|  |            |

|  | Amphinomidae |
|  |              |
|  | Sipuncula    |
|  |              |

|  | Sedentaria |
|  |            |
|  | Errantia   |
|  |            |

### Sistematica interna
L'ordine Sipuncula include circa 200 specie divise in 16 generi diversi. Anche se molte delle famiglie dell'ordine si sono consolidate, le relazioni esatte tra i generi sono ancora oggetto di discussione.
Il seguente albero filogenetico, che arriva al livello di genere, è quello descritto in Gisele Y. Kawauchi et al. (2012).
|  | Sipunculus |
|  |            |
|  | Xenosiphon |
|  |            |

|  | Phascolion                                                 |
|  |                                                            |
|  | Onchnesoma                                                 |
|  |                                                            |
|  | Golfingia                                                  |
|  |                                                            |
|  | Nephasoma                                                  |
|  |                                                            |
|  | Phacolopsis                                                |
|  |                                                            |
|  | \| \| Themiste \| \| \| \| \| \| Thysanocardia \| \| \| \| |
|  |                                                            |
|  | Themiste                                                   |
|  |                                                            |
|  | Thysanocardia                                              |
|  |                                                            |

|  | Themiste      |
|  |               |
|  | Thysanocardia |
|  |               |

|  | Siphonosoma  |
|  |              |
|  | Siphonomecus |
|  |              |

|  | Antillesoma |
|  |             |

|  | Apionsoma    |
|  |              |
|  | Phascolosoma |
|  |              |

|  | Aspidosiphon |
|  |              |
|  | Cloeosiphon  |
|  |              |

|  | Antillesoma |
|  |             |

|  | Apionsoma    |
|  |              |
|  | Phascolosoma |
|  |              |

|  | Aspidosiphon |
|  |              |
|  | Cloeosiphon  |
|  |              |

|  | Siphonosoma  |
|  |              |
|  | Siphonomecus |
|  |              |

|  | Antillesoma |
|  |             |

|  | Apionsoma    |
|  |              |
|  | Phascolosoma |
|  |              |

|  | Aspidosiphon |
|  |              |
|  | Cloeosiphon  |
|  |              |

|  | Antillesoma |
|  |             |

|  | Apionsoma    |
|  |              |
|  | Phascolosoma |
|  |              |

|  | Aspidosiphon |
|  |              |
|  | Cloeosiphon  |
|  |              |

|  | Phascolion                                                 |
|  |                                                            |
|  | Onchnesoma                                                 |
|  |                                                            |
|  | Golfingia                                                  |
|  |                                                            |
|  | Nephasoma                                                  |
|  |                                                            |
|  | Phacolopsis                                                |
|  |                                                            |
|  | \| \| Themiste \| \| \| \| \| \| Thysanocardia \| \| \| \| |
|  |                                                            |
|  | Themiste                                                   |
|  |                                                            |
|  | Thysanocardia                                              |
|  |                                                            |

|  | Themiste      |
|  |               |
|  | Thysanocardia |
|  |               |

|  | Siphonosoma  |
|  |              |
|  | Siphonomecus |
|  |              |

|  | Antillesoma |
|  |             |

|  | Apionsoma    |
|  |              |
|  | Phascolosoma |
|  |              |

|  | Aspidosiphon |
|  |              |
|  | Cloeosiphon  |
|  |              |

|  | Antillesoma |
|  |             |

|  | Apionsoma    |
|  |              |
|  | Phascolosoma |
|  |              |

|  | Aspidosiphon |
|  |              |
|  | Cloeosiphon  |
|  |              |

|  | Siphonosoma  |
|  |              |
|  | Siphonomecus |
|  |              |

|  | Antillesoma |
|  |             |

|  | Apionsoma    |
|  |              |
|  | Phascolosoma |
|  |              |

|  | Aspidosiphon |
|  |              |
|  | Cloeosiphon  |
|  |              |

|  | Antillesoma |
|  |             |

|  | Apionsoma    |
|  |              |
|  | Phascolosoma |
|  |              |

|  | Aspidosiphon |
|  |              |
|  | Cloeosiphon  |
|  |              |

|  | Sipunculus |
|  |            |
|  | Xenosiphon |
|  |            |

|  | Phascolion                                                 |
|  |                                                            |
|  | Onchnesoma                                                 |
|  |                                                            |
|  | Golfingia                                                  |
|  |                                                            |
|  | Nephasoma                                                  |
|  |                                                            |
|  | Phacolopsis                                                |
|  |                                                            |
|  | \| \| Themiste \| \| \| \| \| \| Thysanocardia \| \| \| \| |
|  |                                                            |
|  | Themiste                                                   |
|  |                                                            |
|  | Thysanocardia                                              |
|  |                                                            |

|  | Themiste      |
|  |               |
|  | Thysanocardia |
|  |               |

|  | Siphonosoma  |
|  |              |
|  | Siphonomecus |
|  |              |

|  | Antillesoma |
|  |             |

|  | Apionsoma    |
|  |              |
|  | Phascolosoma |
|  |              |

|  | Aspidosiphon |
|  |              |
|  | Cloeosiphon  |
|  |              |

|  | Antillesoma |
|  |             |

|  | Apionsoma    |
|  |              |
|  | Phascolosoma |
|  |              |

|  | Aspidosiphon |
|  |              |
|  | Cloeosiphon  |
|  |              |

|  | Siphonosoma  |
|  |              |
|  | Siphonomecus |
|  |              |

|  | Antillesoma |
|  |             |

|  | Apionsoma    |
|  |              |
|  | Phascolosoma |
|  |              |

|  | Aspidosiphon |
|  |              |
|  | Cloeosiphon  |
|  |              |

|  | Antillesoma |
|  |             |

|  | Apionsoma    |
|  |              |
|  | Phascolosoma |
|  |              |

|  | Aspidosiphon |
|  |              |
|  | Cloeosiphon  |
|  |              |

|  | Phascolion                                                 |
|  |                                                            |
|  | Onchnesoma                                                 |
|  |                                                            |
|  | Golfingia                                                  |
|  |                                                            |
|  | Nephasoma                                                  |
|  |                                                            |
|  | Phacolopsis                                                |
|  |                                                            |
|  | \| \| Themiste \| \| \| \| \| \| Thysanocardia \| \| \| \| |
|  |                                                            |
|  | Themiste                                                   |
|  |                                                            |
|  | Thysanocardia                                              |
|  |                                                            |

|  | Themiste      |
|  |               |
|  | Thysanocardia |
|  |               |

|  | Siphonosoma  |
|  |              |
|  | Siphonomecus |
|  |              |

|  | Antillesoma |
|  |             |

|  | Apionsoma    |
|  |              |
|  | Phascolosoma |
|  |              |

|  | Aspidosiphon |
|  |              |
|  | Cloeosiphon  |
|  |              |

|  | Antillesoma |
|  |             |

|  | Apionsoma    |
|  |              |
|  | Phascolosoma |
|  |              |

|  | Aspidosiphon |
|  |              |
|  | Cloeosiphon  |
|  |              |

|  | Siphonosoma  |
|  |              |
|  | Siphonomecus |
|  |              |

|  | Antillesoma |
|  |             |

|  | Apionsoma    |
|  |              |
|  | Phascolosoma |
|  |              |

|  | Aspidosiphon |
|  |              |
|  | Cloeosiphon  |
|  |              |

|  | Antillesoma |
|  |             |

|  | Apionsoma    |
|  |              |
|  | Phascolosoma |
|  |              |

|  | Aspidosiphon |
|  |              |
|  | Cloeosiphon  |
|  |              |

## Rapporto con l'uomo

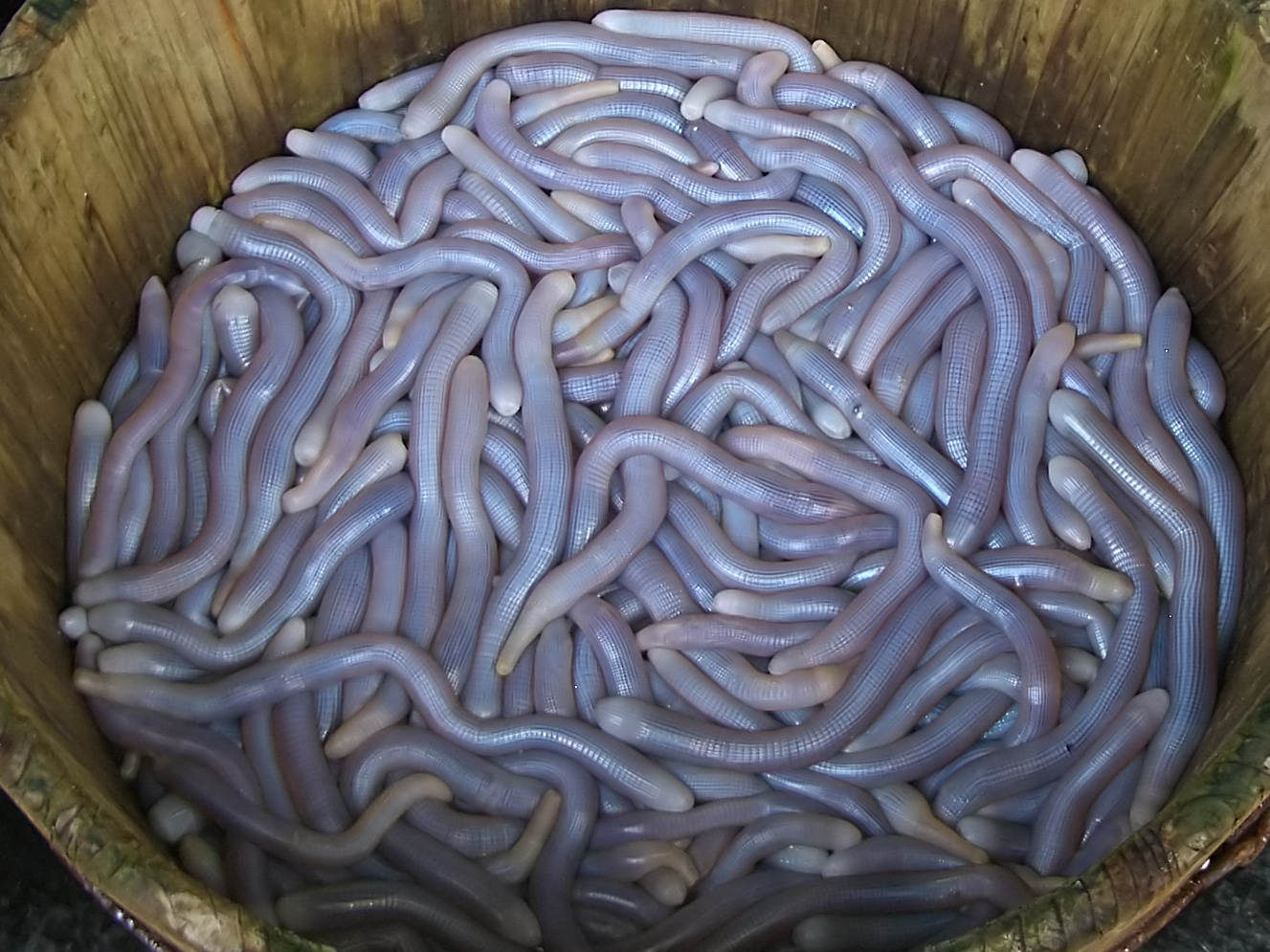
Un secchio di sipunculi in vendita a Beihai, Guangxi

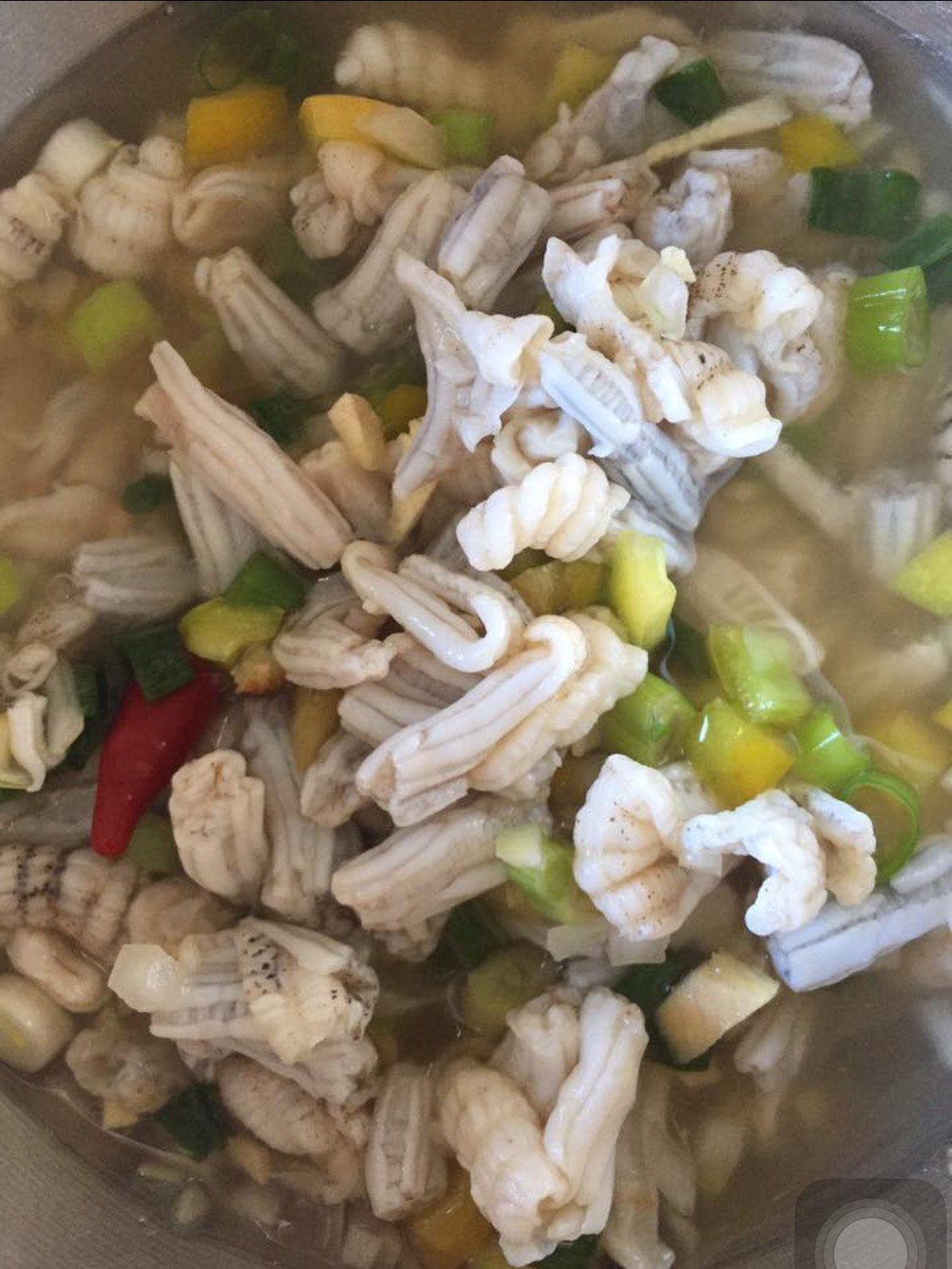
Il kilaw, un piatto delle Filippine con sipunculi

Alcune specie, come Sipunculus nudus e Sipunculus robustus, vengono a volte usate come esca per la pesca e la loro carne è ritenuta un cibo prelibato in alcuni paesi dell'Estremo Oriente, come in Cina, nelle Filippine e in Vietnam, dove viene preparata marinandola in aceto e speziandola.